# Langwellensender Radom
Der Langwellensender Radom war eine Sendeanlage für kommerziellen Langwellenrundfunk westlich von Radom in Polen. Der Standort wird heute zur Ausstrahlung von UKW-Rundfunk und Fernsehen genutzt.
Der Langwellensender, der zwischen 1928 und 1939 errichtet wurde, bestand aus vier abgespannten Masten (einer 150 m, drei 100 m hoch), von denen zwei Ende 2013 abgerissen wurden.
Der Langwellensender Radom war auf folgenden Frequenzen aktiv:
- 55,75 kHz unter dem Rufzeichen SOA60 mit 40 kW Sendeleistung
- 58,25 kHz unter dem Rufzeichen SOA70 mit 360 kW Sendeleistung
- 62,45 kHz unter dem Rufzeichen SOA80 mit 40 kW Sendeleistung
- 64,9 kHz unter dem Rufzeichen SOA90 mit 40 kW Sendeleistung
- 76,35 kHz unter dem Rufzeichen SNA20 mit 40 kW Sendeleistung
- 80,5 kHz unter dem Rufzeichen SNA30 mit 40 kW Sendeleistung
- 81,35 kHz unter dem Rufzeichen SNA40 mit 40 kW Sendeleistung

## Heutige Nutzung
Heute wird einer der Sendemasten für UKW und TV benutzt.
| Fernsehen                           | Fernsehen  | Fernsehen  | Fernsehen     | Fernsehen |
| Programm                            | Frequenz   | Kanalnumer | Sendeleistung |           |
| ----------------------------------- | ---------- | ---------- | ------------- | --------- |
| TVN                                 | 727,25 MHz | 53         | 1 kW          |           |
| MUX 3 (TVP)                         | 642 MHz    | 42         | 50 kW         |           |
| MUX 8 (Metro, Zoom TV, Nowa TV, WP) | 198,5 MHz  | 8          | 8,5 kW        |           |

| Radio             | Radio      | Radio         | Radio |
| Programm          | Frequenz   | Sendeleistung |       |
| ----------------- | ---------- | ------------- | ----- |
| Polskie Radio RDC | 89,10 MHz  | 5 kW          |       |
| Polskie Radio 24  | 97,50 MHz  | 0,10 kW       |       |
| Polskie Radio 2   | 100,30 MHz | 1 kW          |       |